# Dongke (sockenhuvudort i Kina, Qinghai Sheng, lat 36,33, long 99,67)
Dongke är en sockenhuvudort i Kina. Den ligger i provinsen Qinghai, i den nordvästra delen av landet, omkring 190 kilometer väster om provinshuvudstaden Xining. Antalet invånare är 8 948. Befolkningen består av 4 456 kvinnor och 4 492 män. Barn under 15 år utgör 26,0 %, vuxna 15-64 år 69 %, och äldre över 65 år 3,0 %.
Runt Dongke är det mycket glesbefolkat, med 7 invånare per kvadratkilometer. Det finns inga andra samhällen i närheten. Trakten runt Dongke består i huvudsak av gräsmarker.
Genomsnittlig årsnederbörd är 365 millimeter. Den regnigaste månaden är juli, med i genomsnitt 100 mm nederbörd, och den torraste är december, med 1 mm nederbörd.